# Liste der Naturdenkmäler im Landkreis Schweinfurt
Die Liste der Naturdenkmäler im Landkreis Schweinfurt nennt die Naturdenkmäler in den Städten und Gemeinden im Landkreis Schweinfurt in Bayern.

## Naturdenkmäler

### Bergrheinfeld
Naturdenkmäler in Bergrheinfeld:
| Bild           | Nummer   | Bezeichnung                        | Ortsteil                                  | Verordnungsdatum | Beschreibung |
| -------------- | -------- | ---------------------------------- | ----------------------------------------- | ---------------- | ------------ |
| weitere Bilder | 678.N.01 | Stieleiche an den Hopfenbergellern | Garstadt (49° 58′ 53″ N, 10° 10′ 22,3″ O) | 15. Mai 1990     |              |

### Dingolshausen
Naturdenkmäler in Dingolshausen:
| Bild           | Nummer   | Bezeichnung                                                   | Ortsteil                                                               | Verordnungsdatum | Beschreibung     |
| -------------- | -------- | ------------------------------------------------------------- | ---------------------------------------------------------------------- | ---------------- | ---------------- |
| weitere Bilder | 678.N.02 | Stengelsee                                                    | Dingolshausen · (49° 54′ 52,5″ N, 10° 23′ 25,4″ O) · Karte: 1131001153 | 30. Juli 1941    |                  |
| weitere Bilder | 678.N.03 | Moorwiese mit 2 Quellen, Bachlauf mit Wiesengrund (Unkenbach) | Bischwind · (49° 55′ 22,7″ N, 10° 24′ 44,8″ O) · Karte: 1131001152     | 27. August 1942  | Biotop 6028-0096 |
| weitere Bilder | 678.N.04 | 1 Holzbirnbaum mit Wegrain und Ödung                          | Dingolshausen (49° 54′ 16,3″ N, 10° 23′ 29,7″ O)                       | 25. August 1942  |                  |

### Dittelbrunn
Naturdenkmäler in Dittelbrunn:
| Bild           | Nummer   | Bezeichnung  | Ortsteil                                 | Verordnungsdatum | Beschreibung |
| -------------- | -------- | ------------ | ---------------------------------------- | ---------------- | ------------ |
| weitere Bilder | 678.N.05 | Feldbirnbaum | Hambach (50° 5′ 49,3″ N, 10° 13′ 8,2″ O) | 2. August 1956   |              |

### Donnersdorf
Naturdenkmäler in Donnersdorf:
| Bild           | Nummer   | Bezeichnung                           | Ortsteil                                                                | Verordnungsdatum   | Beschreibung                                             |
| -------------- | -------- | ------------------------------------- | ----------------------------------------------------------------------- | ------------------ | -------------------------------------------------------- |
| weitere Bilder | 678.N.08 | Gründleinsloch                        | Pusselsheim (49° 59′ 8,5″ N, 10° 22′ 24,6″ O)                           | 12. Dezember 1989  | Geotop 678Q002                                           |
| weitere Bilder | 678.N.09 | Höckersee                             | Donnersdorf · (49° 57′ 46″ N, 10° 23′ 50,2″ O) · Karte: 1131087282      | 27. August 1942    | Biotop 6028-0063                                         |
| weitere Bilder | 678.N.14 | Feldgehölz mit 2 Feldahorn            | Kleinrheinfeld · (49° 57′ 30″ N, 10° 22′ 35″ O) · Karte: 1052380376     | 2. August 1942     |                                                          |
| weitere Bilder | 678.N.15 | Wagnersee                             | Pusselsheim · (49° 58′ 29,9″ N, 10° 23′ 13,9″ O) · Karte: 1131087281    | 2. August 1982     | Geotop 678R006, Biotop 6028-0058                         |
| weitere Bilder | 678.N.16 | Trockenrasenausbildung mit Baumgruppe | Kleinrheinfeld · (49° 57′ 35,3″ N, 10° 22′ 35,2″ O) · Karte: 1125782457 | 2. August 1982     | Biotop 6028-0052                                         |
| weitere Bilder | 678.N.13 | 1 Quelle                              | Falkenstein (49° 57′ 28″ N, 10° 25′ 43,9″ O)                            | 30. September 1941 | Geotop 678Q003 „Gipskarstquelle südlich von Falkenstein“ |

### Gerolzhofen
Naturdenkmäler in Gerolzhofen:
| Bild           | Nummer   | Bezeichnung                  | Ortsteil                                                            | Verordnungsdatum | Beschreibung                     |
| -------------- | -------- | ---------------------------- | ------------------------------------------------------------------- | ---------------- | -------------------------------- |
| weitere Bilder | 678.N.18 | 1 Rosskastanie mit Bildstock | Gerolzhofen (49° 53′ 57,3″ N, 10° 22′ 3,7″ O)                       | 4. Oktober 1940  |                                  |
| weitere Bilder | 678.N.19 | Lindengruppe                 | Gerolzhofen (49° 54′ 5,1″ N, 10° 22′ 1,7″ O)                        | 07.10.1940       |                                  |
| weitere Bilder | 678.N.20 | Moorwiese am Silberbach      | Rügshofen · (49° 55′ 15,5″ N, 10° 21′ 10,6″ O) · Karte: 77946018    | 27.08.1942       | Biotop 6028-0108                 |
| weitere Bilder | 678.N.22 | Eichelmannsee                | Gerolzhofen · (49° 53′ 6,2″ N, 10° 22′ 50,6″ O) · Karte: 1131087280 | 2. August 1982   | Geotop 678R004, Biotop 6128-1109 |
| weitere Bilder | 678.N.23 | Kapellenlinde                | Gerolzhofen (49° 53′ 37,9″ N, 10° 21′ 51,1″ O)                      | 1. Januar 1986   |                                  |
| weitere Bilder | 678.N.25 | Linde an den Dorfäckern      | Rügshofen (49° 54′ 36,4″ N, 10° 21′ 32,7″ O)                        | 15. Mai 1990     |                                  |

### Grafenrheinfeld
Naturdenkmäler in Grafenrheinfeld:
| Bild           | Nummer   | Bezeichnung    | Ortsteil                                                               | Verordnungsdatum | Beschreibung     |
| -------------- | -------- | -------------- | ---------------------------------------------------------------------- | ---------------- | ---------------- |
| weitere Bilder | 678.N.26 | Alte Flureiche | Grafenrheinfeld (49° 58′ 32,7″ N, 10° 11′ 43,1″ O)                     | 3. Dezember 1956 |                  |
| weitere Bilder | 678.N.27 | Schwarzloch    | Grafenrheinfeld · (49° 59′ 54,2″ N, 10° 13′ 38,9″ O) · Karte: 47498034 | 2. August 1982   | Biotop 6027-0057 |

### Grettstadt
Naturdenkmäler in Grettstadt:
| Bild           | Nummer   | Bezeichnung                        | Ortsteil                                                           | Verordnungsdatum  | Beschreibung                 |
| -------------- | -------- | ---------------------------------- | ------------------------------------------------------------------ | ----------------- | ---------------------------- |
| weitere Bilder | 678.N.28 | Riedwiese                          | Grettstadt · (49° 59′ 55,3″ N, 10° 17′ 24,2″ O) · Karte: 381686649 | 2. August 1982    | Biotope 5927-0162, 6027-0066 |
| weitere Bilder | 678.N.29 | Mineralquelle                      | Untereuerheim (50° 0′ 48,9″ N, 10° 23′ 12,9″ O)                    | 2. August 1982    | Geotop 678Q001               |
| weitere Bilder | 678.N.30 | Quellmoor                          | Grettstadt · (49° 59′ 50,8″ N, 10° 17′ 35,5″ O) · Karte: 381281956 | 2. August 1982    | Biotop 6027-0095             |
| weitere Bilder | 678.N.31 | Eschengruppe mit Weihersbrunnen    | Grettstadt (49° 58′ 51,2″ N, 10° 21′ 39,2″ O)                      | 6. Oktober 1956   |                              |
| weitere Bilder | 678.N.32 | Dorflinde in Grettstadt            | Grettstadt (49° 59′ 5,5″ N, 10° 18′ 43,2″ O)                       | 3. September 1956 |                              |
| weitere Bilder | 678.N.33 | Speierling an der mittleren Marter | Grettstadt (49° 59′ 47,4″ N, 10° 18′ 7,6″ O)                       | 23. Februar 1988  |                              |
| weitere Bilder | 678.N.34 | Birnbaum zwischen den Dörfern      | Untereuerheim (50° 0′ 26,1″ N, 10° 21′ 25″ O)                      | 27. Januar 1992   |                              |

### Kolitzheim
Naturdenkmäler in Kolitzheim:
| Bild           | Nummer   | Bezeichnung    | Ortsteil                                                              | Verordnungsdatum   | Beschreibung                 |
| -------------- | -------- | -------------- | --------------------------------------------------------------------- | ------------------ | ---------------------------- |
| weitere Bilder | 678.N.36 | Röst, 2 Wiesen | Oberspiesheim · (49° 57′ 19,1″ N, 10° 18′ 3,1″ O) · Karte: 1125868730 | 20. September 1962 | Biotope 6027-1066, 6027-1067 |

### Michelau im Steigerwald
Naturdenkmäler in Michelau im Steigerwald:
| Bild           | Nummer   | Bezeichnung                                          | Ortsteil                                                                      | Verordnungsdatum | Beschreibung     |
| -------------- | -------- | ---------------------------------------------------- | ----------------------------------------------------------------------------- | ---------------- | ---------------- |
| weitere Bilder | 678.N.37 | 1 Hecke am Kuhsee                                    | Hundelshausen · (49° 55′ 45,8″ N, 10° 26′ 7,9″ O) · Karte: 316639403          | 30. Juli 1942    | Biotop 6028-0119 |
| weitere Bilder | 678.N.39 | Kieferngruppe: 60 Schwarzkiefern, 25 gemeine Kiefern | Michelau im Steigerwald · (49° 54′ 8″ N, 10° 25′ 37,9″ O) · Karte: 1131087279 | 18. Januar 1962  |                  |

### Niederwerrn
Naturdenkmäler in Niederwerrn:
| Bild           | Nummer   | Bezeichnung                         | Ortsteil                                      | Verordnungsdatum | Beschreibung |
| -------------- | -------- | ----------------------------------- | --------------------------------------------- | ---------------- | ------------ |
| weitere Bilder | 678.N.87 | Feldahorn im ehemaligen Schlosspark | Niederwerrn (50° 3′ 43,4″ N, 10° 10′ 29,3″ O) | 25. Oktober 2002 |              |

### Poppenhausen
Naturdenkmäler in Poppenhausen:
| Bild           | Nummer   | Bezeichnung                  | Ortsteil                                  | Verordnungsdatum  | Beschreibung |
| -------------- | -------- | ---------------------------- | ----------------------------------------- | ----------------- | ------------ |
| weitere Bilder | 678.N.41 | Birnbaum auf der Kreuzerhöhe | Maibach (50° 4′ 53,4″ N, 10° 12′ 0,3″ O)  | 10. November 2005 |              |
| weitere Bilder | 678.N.42 | Linde an der Saulucke        | Kützberg (50° 4′ 49,5″ N, 10° 6′ 48″ O)   | 24. August 1956   |              |
| weitere Bilder | 678.N.43 | Birnbaum an der Braunsgrube  | Kützberg (50° 5′ 19,1″ N, 10° 5′ 39,1″ O) | 23. Februar 1988  |              |
| weitere Bilder | ND-07158 | Birnbaum am Schwarzen Berg   | Maibach (50° 5′ 26,1″ N, 10° 10′ 49″ O)   | 28. Januar 2019   |              |

### Röthlein
Naturdenkmäler in Röthlein:
| Bild           | Nummer   | Bezeichnung | Ortsteil                                                          | Verordnungsdatum | Beschreibung     |
| -------------- | -------- | ----------- | ----------------------------------------------------------------- | ---------------- | ---------------- |
| weitere Bilder | 678.N.44 | Kiesgrube   | Röthlein · (49° 58′ 45,8″ N, 10° 13′ 28,8″ O) · Karte: 1125991711 | 2. August 1982   | Biotop 6027-0049 |

### Schonungen
Naturdenkmäler in Schonungen:
| Bild           | Nummer   | Bezeichnung                 | Ortsteil                                      | Verordnungsdatum | Beschreibung |
| -------------- | -------- | --------------------------- | --------------------------------------------- | ---------------- | ------------ |
| weitere Bilder | 678.N.45 | Dorflinde                   | Löffelsterz (50° 5′ 27,9″ N, 10° 21′ 54,8″ O) | 11. August 1956  |              |
| weitere Bilder | 678.N.46 | Birnbaum am Gänsegraben     | Abersfeld (50° 4′ 32,3″ N, 10° 23′ 51,5″ O)   | 2. Januar 1986   |              |
| weitere Bilder | 678.N.47 | Speierling                  | Hausen (50° 4′ 6,8″ N, 10° 18′ 51,6″ O)       | 6. Oktober 1983  |              |
| weitere Bilder | 678.N.86 | Birnbaum auf dem Schindesel | Hausen (50° 4′ 38,1″ N, 10° 19′ 4,1″ O)       | 13. Januar 1997  |              |
| weitere Bilder |          | Birnbaum am Schindergraben  | Schonungen (50° 2′ 39,2″ N, 10° 19′ 22,2″ O)  | 8. Januar 2019   |              |

### Schwebheim
Naturdenkmäler in Schwebheim:
| Bild           | Nummer   | Bezeichnung | Ortsteil                                      | Verordnungsdatum | Beschreibung |
| -------------- | -------- | ----------- | --------------------------------------------- | ---------------- | ------------ |
| weitere Bilder | 678.N.49 | Stieleiche  | Schwebheim (49° 58′ 53,9″ N, 10° 15′ 27,7″ O) | 6. Oktober 1983  |              |

### Stadtlauringen
Naturdenkmäler in Stadtlauringen:
| Bild           | Nummer   | Bezeichnung                                                                       | Ortsteil                                                    | Verordnungsdatum   | Beschreibung                            |
| -------------- | -------- | --------------------------------------------------------------------------------- | ----------------------------------------------------------- | ------------------ | --------------------------------------- |
| weitere Bilder | 678.N.50 | Linde am Kerlachsberg, Winterlinde, „Kapellenlinde“                               | Stadtlauringen (50° 11′ 0,7″ N, 10° 21′ 35,4″ O)            | 29. September 1971 |                                         |
| weitere Bilder | 678.N.51 | Linde vor der Kirche, Sommerlinde, „Dorflinde“                                    | Birnfeld (50° 12′ 3,9″ N, 10° 25′ 45,7″ O)                  | 29. September 1971 | „Gerichtslinde“                         |
| weitere Bilder | 678.N.52 | Dorflinde vor der Kirche, „Friedenslinde“                                         | Mailes (50° 12′ 10,6″ N, 10° 23′ 56,1″ O)                   | 29. September 1971 |                                         |
| weitere Bilder | 678.N.53 | Lauerbrünnlein, Naturbrunnen, „Storchenbrünnlein“                                 | Oberlauringen (50° 13′ 15″ N, 10° 22′ 41,5″ O)              | 29. September 1971 |                                         |
| weitere Bilder | 678.N.55 | Linden am Weg zum Friedhof („Friedhofslinden“), 3 Winterlinden und 1 Rosskastanie | Wettringen · (14191286 )                                    | 29. September 1971 |                                         |
| weitere Bilder | 678.N.56 | Linde auf dem Schulplatz, Winterlinde, „Friedenslinde“                            | Sulzdorf (50° 10′ 56,5″ N, 10° 22′ 30,3″ O)                 | 29. September 1971 |                                         |
| weitere Bilder | 678.N.58 | 3 Halbtrockenrasen                                                                | Sulzdorf · (14219830 )                                      | 2. August 1982     | Teil von Biotop 5828-0053 und 5828-0054 |
| weitere Bilder | 678.N.59 | Kastanien an Hofers Keller, 2 Rosskastanien, „Hofers Kastanien“                   | Wettringen (50° 10′ 3,8″ N, 10° 24′ 59,8″ O)                | 29. September 1971 |                                         |
| weitere Bilder | 678.N.60 | „Flureiche“                                                                       | Ballingshausen (50° 10′ 17,7″ N, 10° 19′ 17,8″ O)           | 24. Juli 1985      |                                         |
| weitere Bilder | 678.N.62 | Halbtrockenrasen in der Flurabteilung Altfeld                                     | Sulzdorf · 50° 11′ 1″ N, 10° 24′ 6,7″ O · Karte: 1064492854 | 25. Februar 1991   | Teil von Biotop 5828-0053               |

### Sulzheim (Unterfranken)
Naturdenkmäler in Sulzheim (Unterfranken):
| Bild           | Nummer   | Bezeichnung               | Ortsteil                                                           | Verordnungsdatum | Beschreibung                     |
| -------------- | -------- | ------------------------- | ------------------------------------------------------------------ | ---------------- | -------------------------------- |
| weitere Bilder | 678.N.63 | 3 Eichen, Holzspitze      | Sulzheim · (49° 57′ 37,7″ N, 10° 19′ 11,1″ O) · Karte: 338530820   | 7. Oktober 1941  |                                  |
| weitere Bilder | 678.N.64 | Schwanensee               | Alitzheim · (49° 56′ 45,4″ N, 10° 18′ 17,2″ O) · Karte: 1125888576 | 30. Juli 1941    | Geotop 678R003, Biotop 6027-1075 |
| weitere Bilder | 678.N.65 | 2 Birnbäume am Gänsewasen | Vögnitz · (49° 55′ 59″ N, 10° 23′ 22,4″ O) · Karte: 15068668       | 8. Januar 1986   |                                  |

### Üchtelhausen
Naturdenkmäler in Üchtelhausen:
| Bild           | Nummer   | Bezeichnung                   | Ortsteil                                                                                       | Verordnungsdatum   | Beschreibung  |
| -------------- | -------- | ----------------------------- | ---------------------------------------------------------------------------------------------- | ------------------ | ------------- |
| weitere Bilder | 678.N.66 | Linde                         | Hesselbach (50° 6′ 31,5″ N, 10° 19′ 9,6″ O)                                                    | 11. September 1956 | an der Kirche |
| weitere Bilder | 678.N.67 | Birnbaum am Madenhausener Weg | Hesselbach (50° 6′ 46,3″ N, 10° 18′ 59,9″ O)                                                   | 2. Januar 1986     |               |
| weitere Bilder | 678.N.68 | Winterlinde vor der Kirche    | Ebertshausen (50° 8′ 24,3″ N, 10° 20′ 50,8″ O)                                                 | 16. Januar 1989    |               |
| weitere Bilder | 678.N.69 | 2 Fichten                     | Zell · (50° 6′ 32,1″ N, 10° 14′ 45,8″ O) · (50° 6′ 30,2″ N, 10° 14′ 47,2″ O) · Karte: 15066863 | 6. Oktober 1983    |               |
| weitere Bilder | 678.N.70 | Rosskastanie am Friedhof      | Hesselbach (50° 6′ 36,6″ N, 10° 19′ 4,7″ O)                                                    | 16. Januar 1989    |               |
| weitere Bilder | 678.N.71 | Birnbaum am Süßenberg         | Zell (50° 6′ 7″ N, 10° 14′ 31,8″ O)                                                            | 16. Januar 1989    |               |
| weitere Bilder | 678.N.72 | Winterlinde an der Kirche     | Üchtelhausen (50° 5′ 27,6″ N, 10° 16′ 19″ O)                                                   | 16. Januar 1989    |               |

### Waigolshausen
Naturdenkmäler in Waigolshausen:
| Bild           | Nummer   | Bezeichnung                            | Ortsteil                                         | Verordnungsdatum | Beschreibung |
| -------------- | -------- | -------------------------------------- | ------------------------------------------------ | ---------------- | ------------ |
| weitere Bilder | 678.N.74 | Eiche am Bananensee                    | Hergolshausen (49° 57′ 52,3″ N, 10° 10′ 38,6″ O) | 2. Juni 1986     |              |
| weitere Bilder | 678.N.75 | Mehlbeere am Kreuzweg                  | Hergolshausen (49° 58′ 8,9″ N, 10° 8′ 53,3″ O)   | 2. Januar 1986   |              |
| weitere Bilder | 678.N.76 | Linde am ehemaligen Bahnwärterhäuschen | Waigolshausen (49° 57′ 23,5″ N, 10° 5′ 50,2″ O)  | 23. Februar 1988 |              |

### Wasserlosen
Naturdenkmäler in Wasserlosen:
| Bild           | Nummer   | Bezeichnung                  | Ortsteil                                                           | Verordnungsdatum   | Beschreibung      |
| -------------- | -------- | ---------------------------- | ------------------------------------------------------------------ | ------------------ | ----------------- |
|                | 678.N.81 | Linde vor der Kirche         | Burghausen (50° 2′ 32,9″ N, 9° 59′ 53,5″ O)                        | 15. Mai 1990       |                   |
| weitere Bilder | 678.N.79 | Birnbaum am Lerchenberg      | Greßthal (50° 4′ 8,6″ N, 10° 1′ 26,6″ O)                           | 16. Januar 1989    |                   |
|                | 678.N.78 | Speierlinge am Trieb         | Wülfershausen · (50° 3′ 41,5″ N, 9° 59′ 29,5″ O) · Karte: 15068711 | 23. Februar 1988   |                   |
|                | 678.N.80 | 2 Winterlinden an der Grotte | Wasserlosen (50° 6′ 2,6″ N, 10° 1′ 51,6″ O)                        | 16. Januar 1989    |                   |
| weitere Bilder | 678.N.77 | Huteiche                     | Wasserlosen (50° 6′ 3,7″ N, 10° 1′ 53,5″ O)                        | 25. September 1959 | hinter der Grotte |

### Werneck
Naturdenkmäler in Werneck:
| Bild           | Nummer   | Bezeichnung          | Ortsteil                                       | Verordnungsdatum | Beschreibung |
| -------------- | -------- | -------------------- | ---------------------------------------------- | ---------------- | ------------ |
| weitere Bilder | 678.N.84 | Linde vor der Kirche | Eckartshausen (50° 0′ 36,3″ N, 10° 4′ 44,4″ O) | 15. Mai 1990     |              |
| weitere Bilder | 678.N.85 | Birnbaum am Hohlweg  | Stettbach (49° 59′ 56,8″ N, 10° 3′ 55,9″ O)    | 2. Januar 2001   |              |

## Gelöschte Naturdenkmäler
| Bild           | Nummer   | Bezeichnung                    | Ort           | Ortsteil                                                                      | Verordnungsdatum | Beschreibung                                          |
| -------------- | -------- | ------------------------------ | ------------- | ----------------------------------------------------------------------------- | ---------------- | ----------------------------------------------------- |
|                |          | Quelle                         | Donnersdorf   | Donnersdorf (49° 58′ 7,9″ N, 10° 25′ 13″ O)                                   |                  | am 2. September 1988 gelöscht                         |
|                | 678.N.11 | 2 Linden                       | Donnersdorf   | Traustadt (49° 56′ 34,5″ N, 10° 24′ 58,5″ O) (49° 56′ 39″ N, 10° 25′ 15,2″ O) | 15. Oktober 1965 | 2010 aufgrund von Verkehrssicherungspflichten gefällt |
| weitere Bilder |          | Birnbaum am Binsenrasen        | Euerbach      | Sömmersdorf (50° 3′ 57,2″ N, 10° 4′ 45,9″ O)                                  |                  | 2008 nach Sturmschaden gelöscht                       |
|                |          | Sommerlinden                   | Grettstadt    |                                                                               |                  | unbekannt                                             |
| weitere Bilder |          | Mehlbeere am Ettlebener Marter | Waigolshausen | Hergolshausen (49° 58′ 26,3″ N, 10° 9′ 5,8″ O)                                | 2. August 1986   | 2019 gelöscht                                         |
|                |          | Rotbuche an der Ohrenspitze    | Wasserlosen   | Wülfershausen                                                                 | 27. Januar 1992  | 2009 gelöscht                                         |